# جون بومبيه ماغوفولي
جون بومبيه ماغوفولي (بالإنجليزية: John Magufuli)‏ (29 أكتوبر 1959 - 17 مارس 2021)، سياسي تنزاني، شغل منصب الرئيس الخامس لتنزانيا منذ العام 2015، كما شغل عدة مناصب وزارية منها وزير العمل ووزير الأراضي والمستوطنات البشرية ووزير الأسماك والثروة الحيوانية في فترة تمتد من العام 2000 وحتى العام 2015 كما خدم عضواً في البرلمان التنزاني من العام 1995 وحتى العام 2015.
خاض ماغوفولي الانتخابات الرئاسية التنزانية عام 2015 بصفته مرشحًا عن الحزب الحاكم للبلاد (حزب شاما شا مابيندوزي)، وفاز في الانتخابات في شهر أكتوبر من عام 2015، وأدى اليمين الدستورية رئيسًا للبلاد في 5 نوفمبر من عام 2015. تميزت فترة رئاسة ماعوفولي بالتركيز على الفساد الحكومي والإنفاق والاستثمار في الصناعات التنزانية.

## التعليم
بدأ جون بومبيه ماغوفولي تعليمه في مدرسة شاتو الابتدائية في عام 1967، وبقي فيها حتى عام 1974 عندما انتقل لمتابعة دراسته الثانوية في مدرسة كاتوك اللاهوتية في بيهارامولو حتى عام 1977. انتقل ماغوفولي إلى مدرسة ليك الثانوية في عام 1977، وتخرج منها في عام 1978. التحق ماغوفولي في عام 1979 بمدرسة مكواوا لمتابعة دراساته المتقدمة، وتخرج منها عام 1981، والتحق في نفس العام بكلية مكواوا للتربية التابعة لجامعة دار السلام بهدف الحصول على دبلوم في العلوم التربوية متخصصًا في الكيمياء والرياضيات والتعليم.
حصل ماغوفولي على درجة البكالوريوس في التربية متخصصًا في الكيمياء والرياضيات من جامعة دار السلام في عام 1988، وحصل على درجتي الماجستير والدكتوراه في الكيمياء من نفس الجامعة في عامي 1994 و 2009، على التوالي. في أواخر عام 2019، حصل ماغوفولي على درجة الدكتوراه الفخرية من جامعة دودوما لتحسينه اقتصاد البلاد.

## أولى سنوات حياته وعمله السياسي
خاض جون بومبيه ماغوفولي معترك الحياة السياسية بعد فترة قصير من عمله كمدرس لمادتي الرياضيات والكيمياء في مدرسة سينجيريما بين عامي 1982 و 1983. استقال ماغوفولي من عمله في مجال لتدريس، ليعمل بمنصب كيميائي صناعي في شركة نيانزا التعاونية محدودة المسؤولية. بقي ماغافولي في منصبه هذا من عام 1989 وحتى عام 1995، عندما انتُخبت نائبًا في البرلمان عن مقاطعة شاتو. وعُيِّن نائبًا لوزير الأشغال خلال أولى فترات خدمته في البرلمان. تمكن ماغوفولي من الاحتفاظ بمقعده في انتخابات عام 2000، وتلقى ترقية ليشغل منصب وزير الأشغال. بعد وصول جاكايا كيكويتي إلى منصب رئيس جمهورية تنزانيا الاتحادية، نُقل جون ماغوفولي إلى منصب وزير الأراضي والمستوطنات البشرية في 4 يناير من عام 2006. بعدها، شغل ماغوفولي منصب وزير الثروة الحيوانية والسمكية من عام 2008 وحتى عام 2010، وعاد مرة أخرى في عام 2010، ليشغل منصب وزير الأشغال حتى عام 2015.

### الانتخابات الرئاسية لعام 2015
في 12 يوليو من عام 2015 رشّح حزب شاما شا مابيندوزي (حزب الثورة التنزاني) ماغوفولي للانتخابات الرئاسية، بعد فوزه بأغلبية الأصوات ضد خصميه في الحزب، وزيرة العدل والنائبة السابقة للأمين العام للأمم المتحدة آشا روز ميجيرو، وسفيرة الاتحاد الأفريقي إلى الولايات المتحدة الأمريكية، أمينة سالوم علي. 
على الرغم من مواجهة ماغوفولي لتحديات قوية من مرشح المعارضة والعضو السابق في حزب الثورة التنزاني، السياسي إدوارد لواسا في انتخابات 25 أكتوبر 2015، إلا أنه أُعلن رئيسًا للجمهورية التنزانية من قبل اللجنة الوطنية للانتخابات في 29 أكتوبر بعد حصوله على 58% من الأصوات، كما عُينت نائبته، ساميا سولو، نائبة للرئيس. أدى ماغوفولي اليمين الدستورية في 5 نوفمبر 2015.
وفقًا للباحثة السياسية رويكازا موكاندالا، انتُخب ماغوفولي رئيسًا للجمهورية بناءً على برنامجه الانتخابي الذي تضمن «استعادة السيادة الاقتصادية على المؤسسات المالية الدولية».

## وفاته
توفي يوم الأربعاء 17 مارس 2021 عن عمر ناهز 61 عامًا، وجاء في تصريح نائبته سامية حسن على محطة تي.بي.سي الرسمية «يؤسفني أن أعلن أن اليوم 17 مارس 2021 حوالي الساعة السادسة مساء فقدنا قائدنا الشجاع الرئيس جون ماغوفولي الذي توفي متأثرا بمرض في القلب في مستشفى مزينا بدار السلام التي كان يتلقى فيها العلاج».

## روابط خارجية
- جون بومبيه ماغوفولي على موقع مونزينجر (الألمانية)